# 4 x ABBA
4 x ABBA foi um especial de televisão sobre o grupo sueco ABBA. O programa trazia quatro clipes promocionais feitos para quatro canções do quarteto, sendo todas as canções do álbum lançado em 1975, ABBA. O programa foi exibido na Suécia no mesmo ano.

## Canções
Os quatro clipes, todos dirigidos por Lasse Hallström, não tinham a intenção de promover as canções individualmente, mas o álbum como um todo.
1. "Mamma Mia"
2. "SOS"
3. "Bang-A-Boomerang"
4. "I Do, I Do, I Do, I Do, I Do"